# إميلي إليزابيث كاربنتر
إميلي إليزابيث كاربنتر (بالإنجليزية: Emily Elizabeth Carpenter)‏ هي أستاذة جامعية نيوزيلندية، ولدت في 20 يناير 1917، وتوفيت في 14 مارس 1991.